# Ruige rudbeckia
De ruige rudbeckia (Rudbeckia hirta) is een eenjarige-, tweejarige of meerjarig plant. De soort komt van nature voor in Noord-Amerika en is min of meer ingeburgerd in Duitsland, Frankrijk en Wallonië. De soort wordt als sierplant gebruikt. Het aantal chromosomen is 2n = 38.
De plant wordt 50-100 cm hoog en heeft vertakte, rechtopstaande, borstelig tot zacht behaarde stengels. Het min of meer duidelijk drienervige, 8-30 cm lange en 0,5-7 cm brede blad heeft een grof getande, fijn getande of gave bladrand en is aan beide zijden grof behaard. De onderste bladeren zijn breed elliptisch tot lancetvormig of ovaal en hebben lange stelen. De stengelbladeren zijn ovaal, lancetvormig of langwerpig spatelvormig tot bijna lineair; de onderste zijn gesteeld, de middelste bladsteelachtig versmald en de bovenste zittend.
De ruige rudbeckia bloeit vanaf juli tot in oktober. De bloeiwijze is een 4-8 cm groot hoofdje met 8-16 met meestal uniform gele tot geeloranje, elliptische, min of meer naar beneden gerichte lintbloemen (of met een kastanjebruine vlek) en 250 tot meer dan 500 zwartbruine buisbloemen. De 15-45 mm lange en 5-10 mm brede lintbloemen zijn aan de onderkant bezet met korte haren. De buisbloemen hebben aan de voet een puntige, lineair-lancetvormige stroschub, die ongeveer even lang is als de buisbloem. De 12–22 × 10–20 mm grote bodem van het hoofdje is halfbolvormig tot conisch. De in twee tot drie rijen gerangschikte, 10-15 mm lange en 2-3 mm brede omwindselbladen zijn afstaand of naar achteren gebogen en ruw behaard.
De vrucht is een 1,5-2,7 mm lang nootje.

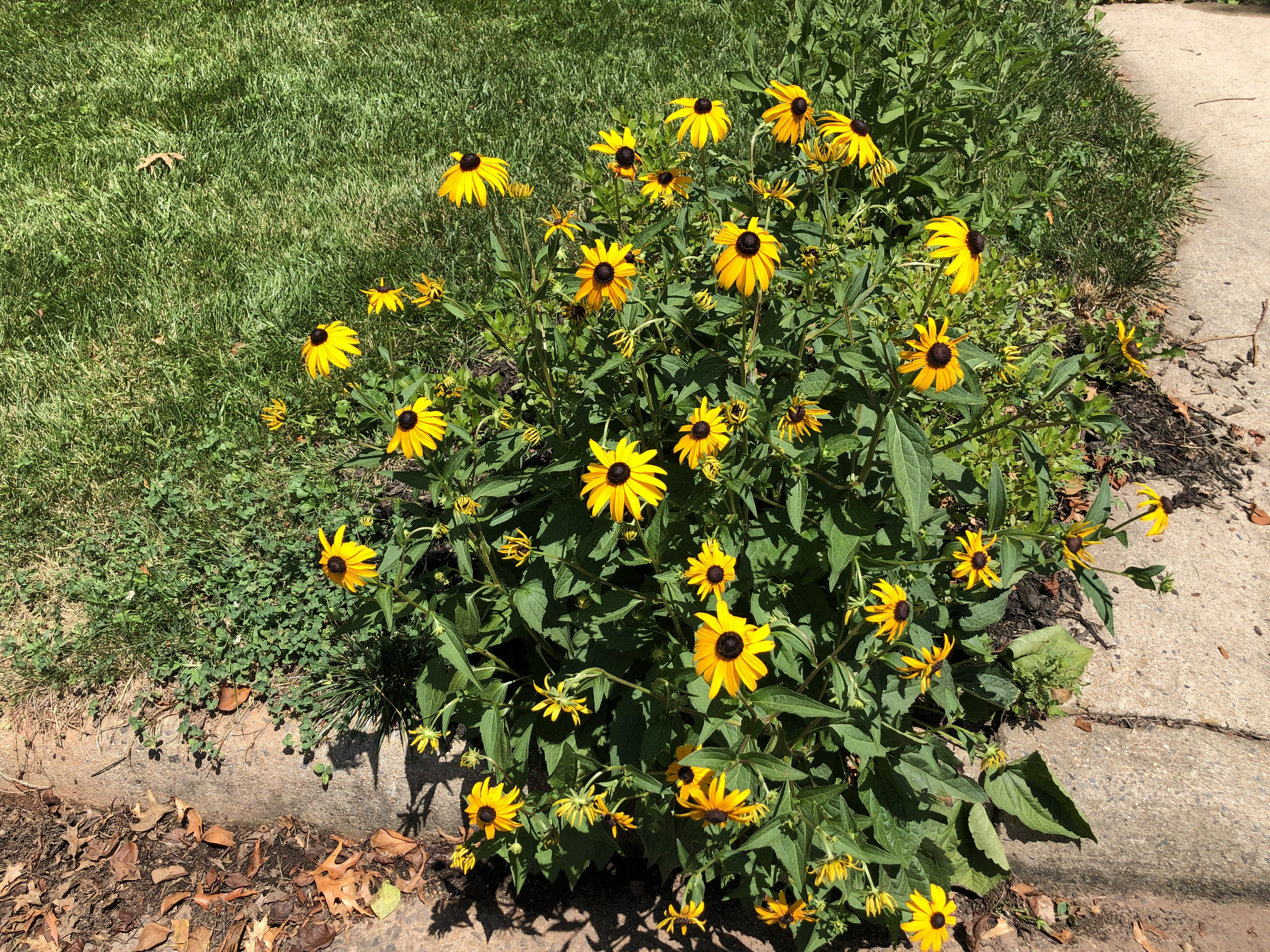
Plant
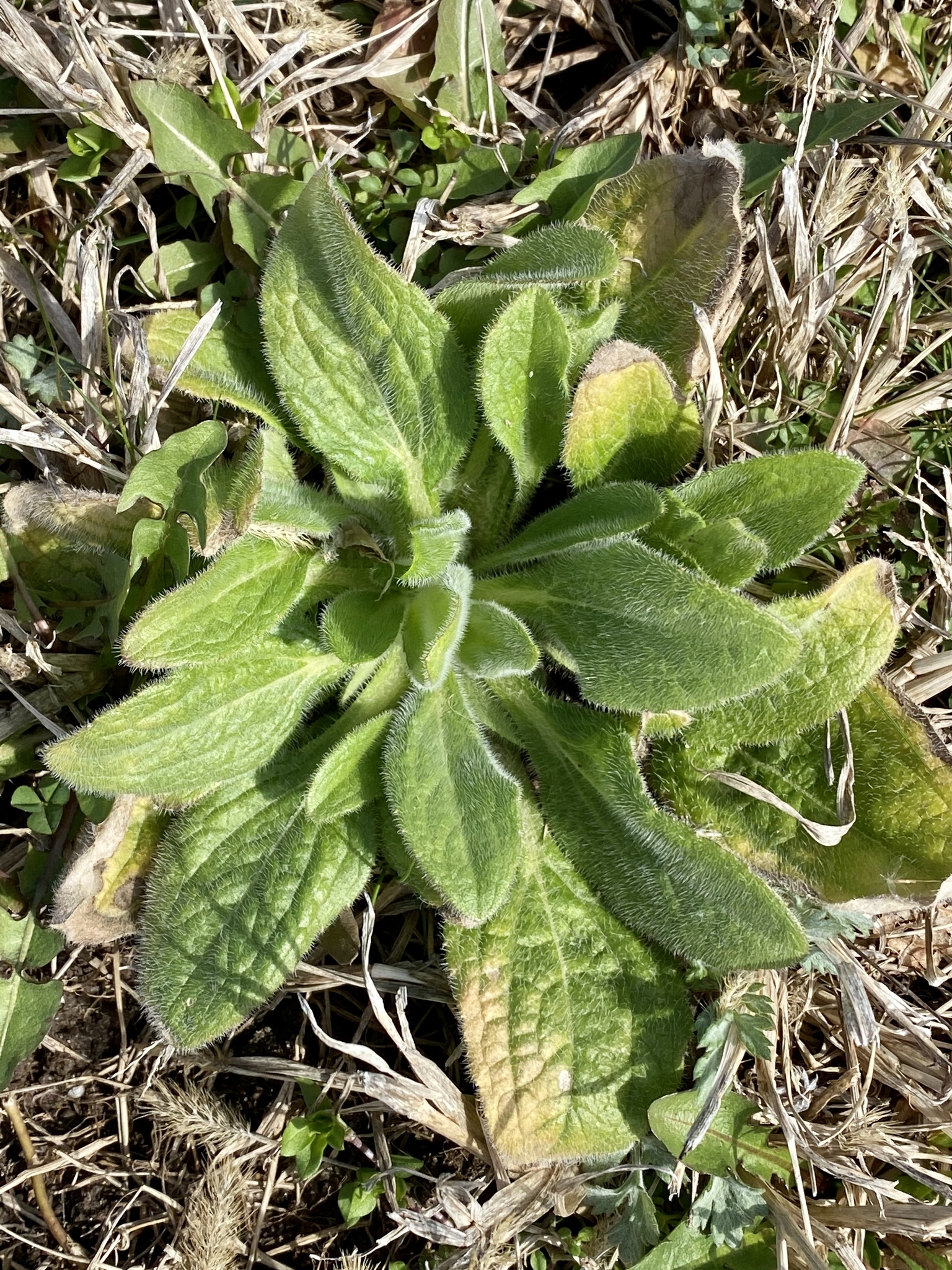
Onderste bladeren
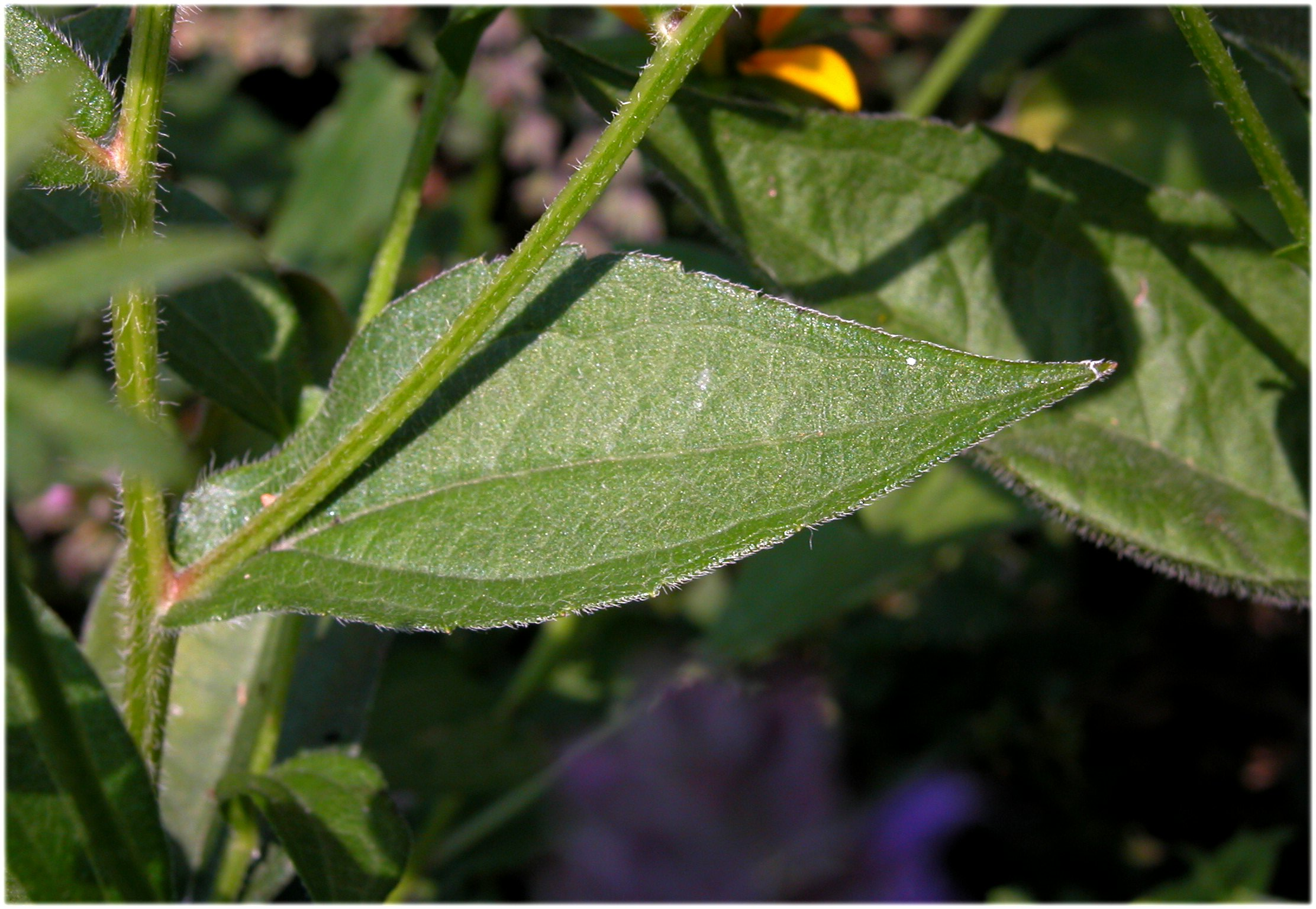
Stengelblad
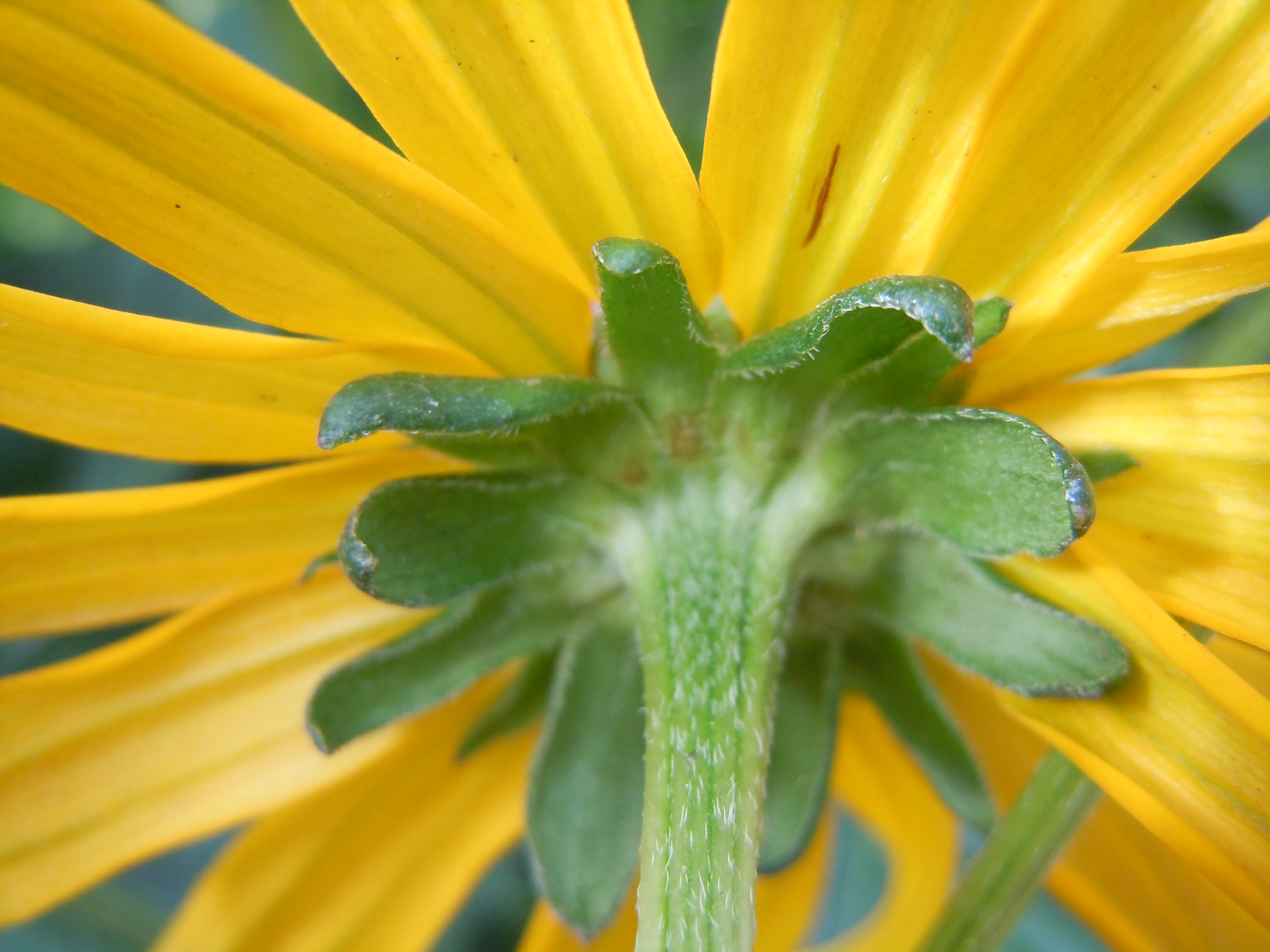
Omwindsel
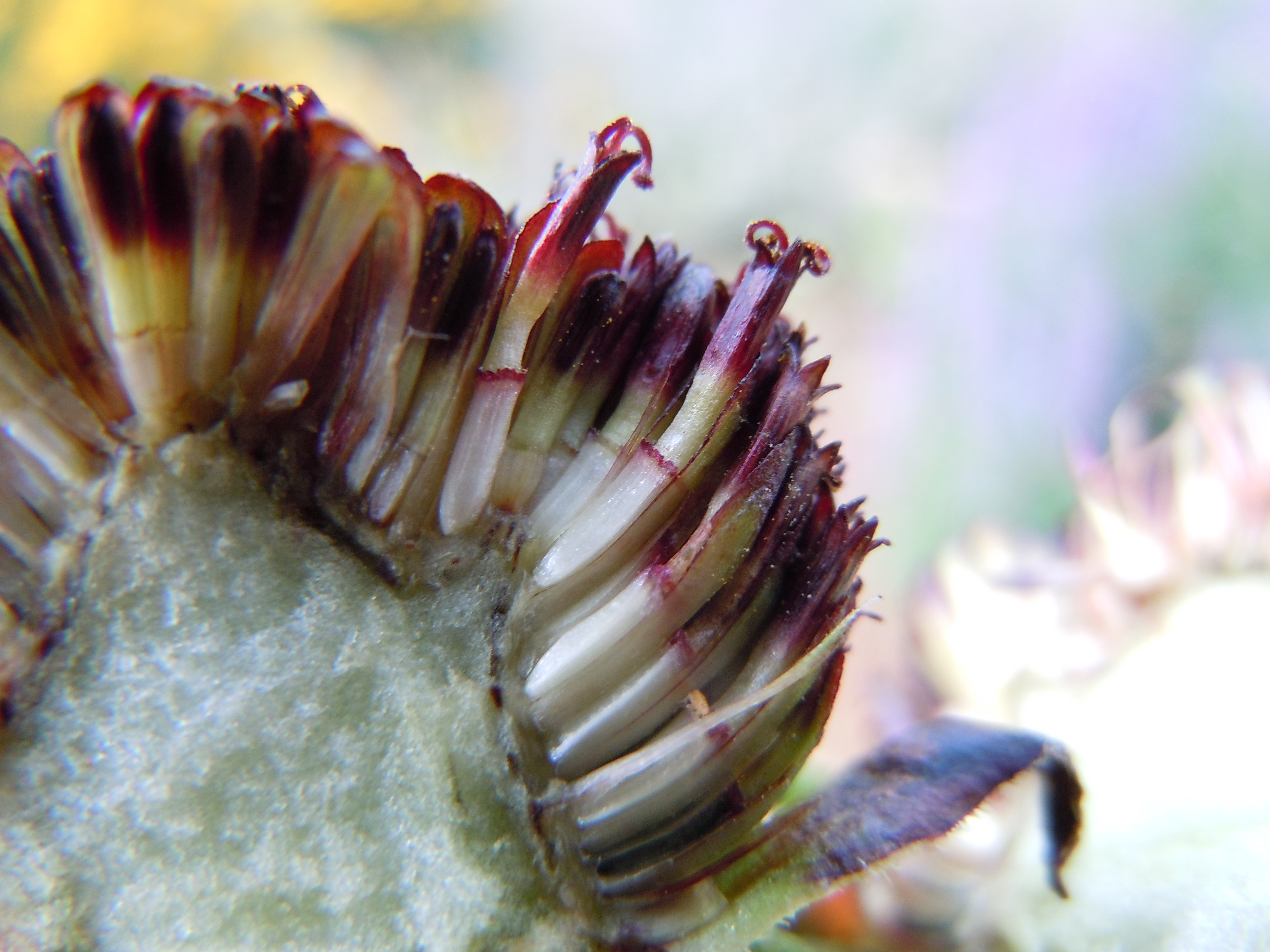
Buisbloemen
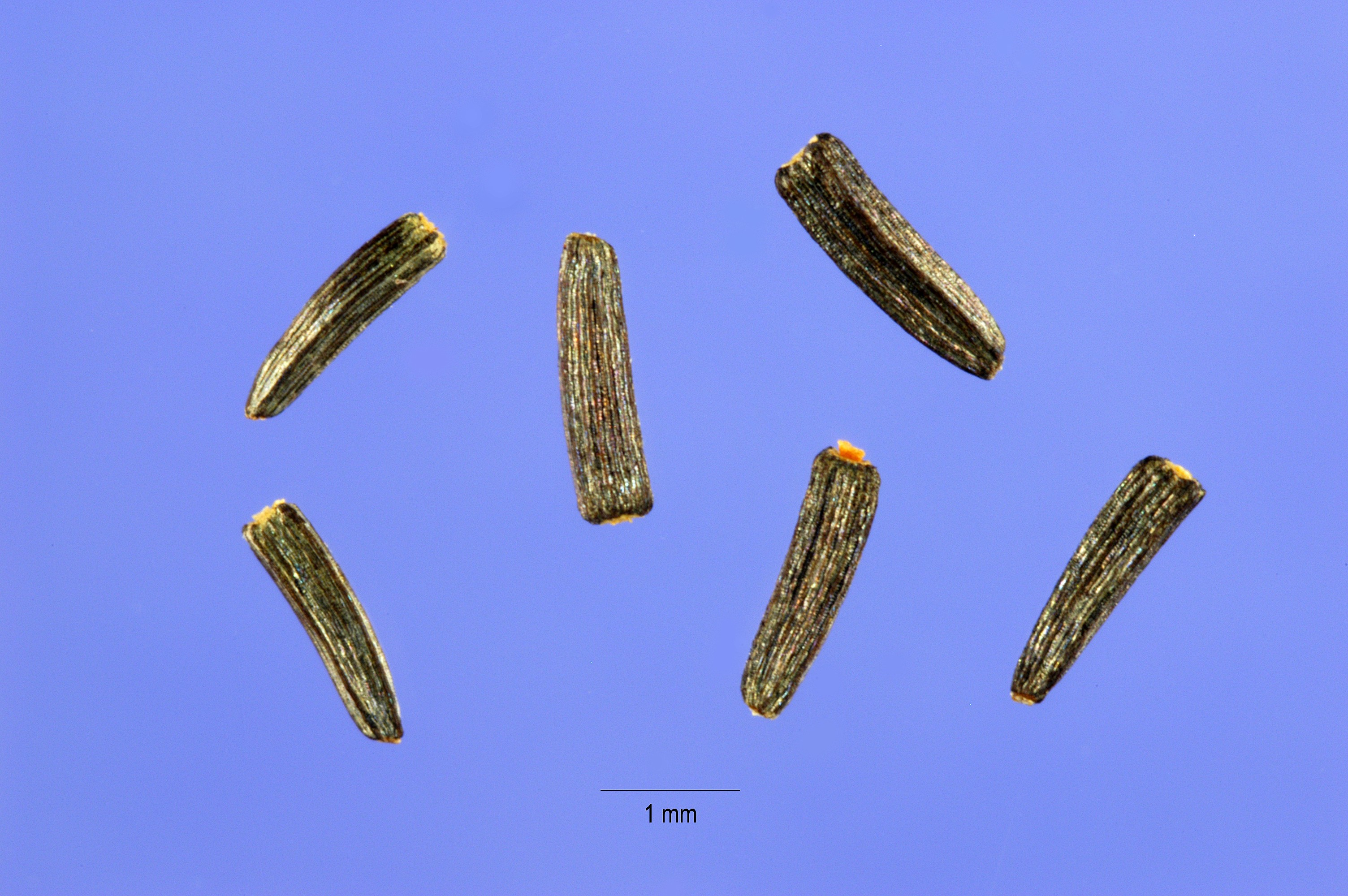
Vruchten

De ruige rudbeckia komt voor op vochtige, voedselrijke, ruderale plaatsen en langs beekoevers.

## Variëteiten
Er worden de volgende variëteiten onderscheiden:
- Rudbeckia hirta var. angustifolia (TVMoore) Perdue: komt voor in de zuidelijke en centrale staten van de Verenigde Staten: Texas, Alabama, Florida, Georgia, Louisiana, Mississippi en South Carolina.[2]
- Rudbeckia hirta var. floridana (TVMoore) Perdue: komt voor op hoogtes van 0 tot 20 meter, alleen in centraal tot zuidelijk Florida.[3][2]
- Rudbeckia hirta L. var. hirta: komt algemeen voor in de Verenigde Staten.[3]
- Rudbeckia hirta var.pulcherrima Farw. (synoniem: Rudbeckia bicolor Nutt., Rudbeckia hirta var. corymbifera Fernald): komt algemeen voor vanaf Canada tot in de Verenigde Staten[2]

## Cultivars

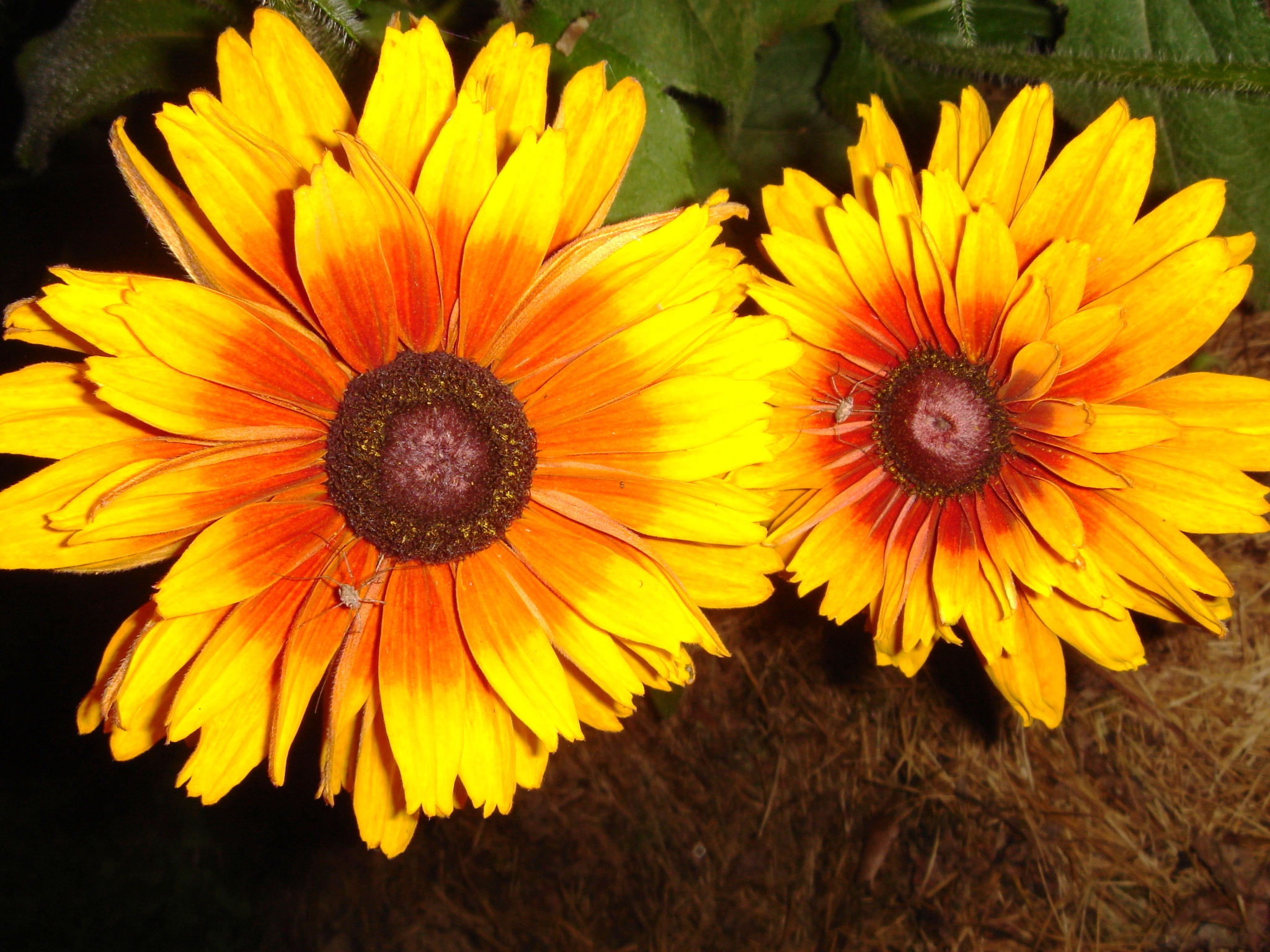
‘Prairie Sun’

Enkele cultivars zijn:
- 'Becky'
- 'Irish Eyes'
- 'Sonora'
- 'Toto'

en verder:
- 'Bronze Strain'
- 'Cappucino'
- 'Cherry Brandy'
- 'Prairie Sun'
- 'Sahara'